# Liga Națională de handbal feminin 2021-2022, echipele
Acest articol prezintă componența echipelor care participă în Liga Națională de handbal feminin 2021-2022. 
Pentru transferurile efectuate de aceste echipe, vedeți Liga Națională 2021-2022, transferuri.

### CS Minaur Baia Mare
Antrenor principal:  Raul Fotonea
Antrenor secund:  Daniel Apostu
| Nr. | Post            | Nume                           | Data nașterii (vârsta) | Înălțime | Selecții | Goluri | Echipă              |
| --- | --------------- | ------------------------------ | ---------------------- | -------- | -------- | ------ | ------------------- |
| 1   | Portar          | Cristina Enache                | 1 mai 1994             | 1,82 m   |          |        | CS Minaur Baia Mare |
| 3   | Inter dreapta   | Jelena Lavko                   | 6 iulie 1991           | 1,84 m   |          |        | CS Minaur Baia Mare |
| 4   | Pivot           | Iaroslava Burlacenko (căpitan) | 14 mai 1992            | 1,79 m   |          |        | CS Minaur Baia Mare |
| 5   | Inter stânga    | Alexandra Severin              | 30 martie 1998         | 1,77 m   |          |        | CS Minaur Baia Mare |
| 8   | Pivot/Centru    | Angela Cioca                   | 23 ianuarie 1995       | 1,76 m   |          |        | CS Minaur Baia Mare |
| 9   | Extremă stânga  | Ana Maria Tănasie              | 6 aprilie 1995         | 1,73 m   |          |        | CS Minaur Baia Mare |
| 10  | Extremă stânga  | Éva Kerekes                    | 7 aprilie 2001         | 1,71 m   |          |        | CS Minaur Baia Mare |
| 11  | Inter stânga    | Karoline de Souza              | 24 aprilie 1990        | 1,81 m   |          |        | CS Minaur Baia Mare |
| 13  | Centru          | Cristina Laslo                 | 10 aprilie 1996        | 1,78 m   |          |        | CS Minaur Baia Mare |
| 17  | Inter stânga    | Raluca Petruș3)                | 26 decembrie 1998      | 1,80 m   |          |        | CS Minaur Baia Mare |
| 18  | Inter dreapta   | Aleksandra Zych                | 28 iulie 1993          | 1,86 m   |          |        | CS Minaur Baia Mare |
| 19  | Pivot           | Elaine Gomes2)                 | 1 iunie 1992           | 1,83 m   |          |        | CS Minaur Baia Mare |
| 21  | Portar          | Amra Pandžić                   | 20 septembrie 1989     | 1,78 m   |          |        | CS Minaur Baia Mare |
| 23  | Pivot           | Andreea Țîrle                  | 2 aprilie 2002         | 1,77 m   |          |        | CS Minaur Baia Mare |
| 27  | Extremă dreapta | Asuka Fujita                   | 14 februarie 1992      | 1,66 m   |          |        | CS Minaur Baia Mare |
| 55  | Extremă dreapta | Oana Borș                      | 27 noiembrie 2003      | 1,71 m   |          |        | CS Minaur Baia Mare |
| 70  | Centru          | Andreea Popa                   | 3 iunie 2000           | 1,77 m   |          |        | CS Minaur Baia Mare |
| 85  | Portar          | Elena Utkina1)                 | 29 mai 1990            | 1,81 m   |          |        | CS Minaur Baia Mare |
| 99  | Inter stânga    | Anca Polocoșer                 | 1 mai 1997             | 1,80 m   |          |        | CS Minaur Baia Mare |

1) Contract reziliat în decembrie 2021;
2) Contract reziliat în ianuarie 2022;
3) Transferată, pe 1 februarie 2022, de la SCM Gloria Buzău;

### CS Gloria 2018 Bistrița Năsăud
Antrenor principal:  Horațiu Pașca (din decembrie 2021)
Antrenor principal:  Kim Rasmussen (până pe 20 noiembrie 2021)
Antrenor secund:  Marius Novanc (din decembrie 2021)
Antrenor secund:  Radu Moldovan (până în decembrie 2021)
Antrenor pentru portari:   Mihaela Ciobanu (din decembrie 2021)
Antrenor pentru portari:  Gabriel Borodi (până în decembrie 2021)
| Nr. | Post            | Nume                    | Data nașterii (vârsta) | Înălțime | Selecții | Goluri | Echipă                  |
| --- | --------------- | ----------------------- | ---------------------- | -------- | -------- | ------ | ----------------------- |
| 1   | Portar          | Ana Maria Măzăreanu     | 4 februarie 1993       | 1,80 m   |          |        | CS Gloria 2018 Bistrița |
| 2   | Extremă stânga  | Nicoleta Dincă          | 2 august 1988          | 1,70 m   |          |        | CS Gloria 2018 Bistrița |
| 5   | Inter stânga    | Jelena Trifunović       | 4 august 1991          | 1,79 m   |          |        | CS Gloria 2018 Bistrița |
| 6   | Inter dreapta   | Almudena Rodríguez      | 9 noiembrie 1993       | 1,75 m   |          |        | CS Gloria 2018 Bistrița |
| 9   | Inter dreapta   | Miruna Pica             | 2 septembrie 2001      | 1,84 m   |          |        | CS Gloria 2018 Bistrița |
| 10  | Pivot           | Florina Chintoan        | 6 decembrie 1985       | 1,78 m   |          |        | CS Gloria 2018 Bistrița |
| 11  | Inter stânga    | Jovana Kovačević        | 9 aprilie 1996         | 1,78 m   |          |        | CS Gloria 2018 Bistrița |
| 12  | Portar          | Darly de Paula          | 25 august 1982         | 1,78 m   |          |        | CS Gloria 2018 Bistrița |
| 13  | Pivot           | Meike Schmelzer         | 19 iulie 1993          | 1,80 m   |          |        | CS Gloria 2018 Bistrița |
| 14  | Inter stânga    | Bianca Bazaliu4)        | 30 iulie 1997          | 1,81 m   |          |        | CS Gloria 2018 Bistrița |
| 15  | Extremă stânga  | Valentina Ardean-Elisei | 5 iunie 1982           | 1,71 m   |          |        | CS Gloria 2018 Bistrița |
| 18  | Inter stânga    | Natalia Savcîn2)        | 18 ianuarie 1996       | 1,83 m   |          |        | CS Gloria 2018 Bistrița |
| 18  | Centru          | Nina Zulić1)            | 4 decembrie 1995       | 1,70 m   |          |        | CS Gloria 2018 Bistrița |
| 19  | Inter stânga    | Diana Lazăr             | 24 august 1991         | 1,78 m   |          |        | CS Gloria 2018 Bistrița |
| 21  | Portar          | Alexandra Perianu       | 17 aprilie 2003        |          |          |        | CS Gloria 2018 Bistrița |
| 22  | Inter dreapta   | Natalia Striukova6)     | 14 septembrie 1997     | 1,70 m   |          |        | CS Gloria 2018 Bistrița |
| 23  | Portar          | Valentina Salamaha      | 23 aprilie 1986        | 1,78 m   |          |        | CS Gloria 2018 Bistrița |
| 24  | Pivot           | Daniela Rațiu3)         | 14 septembrie 1988     | 1,73 m   |          |        | CS Gloria 2018 Bistrița |
| 27  | Centru          | Roxana Beșleagă7)       | 27 septembrie 2000     | 1,68 m   |          |        | CS Gloria 2018 Bistrița |
| 30  | Extremă dreapta | Sonia Seraficeanu       | 25 iulie 1997          | 1,76 m   |          |        | CS Gloria 2018 Bistrița |
| 33  | Inter stânga    | Andreea Târșoagă        | 27 octombrie 2001      | 1,77 m   |          |        | CS Gloria 2018 Bistrița |
| 77  | Extremă stânga  | Ana Maria Iuganu        | 25 februarie 1990      | 1,75 m   |          |        | CS Gloria 2018 Bistrița |
| 86  | Inter stânga    | Alexandrina Cabral5)    | 5 mai 1986             | 1,75 m   |          |        | CS Gloria 2018 Bistrița |
| 89  | Extremă dreapta | Laura Moisă             | 21 august 1989         | 1,73 m   |          |        | CS Gloria 2018 Bistrița |
|     | Centru          | Szilvia Szabó           | 3 iulie 1996           | 1,75 m   |          |        | CS Gloria 2018 Bistrița |

1) Transferată pe 30 decembrie 2021 de la echipa turcă Kastamonu Belediyesi GSK;
2) Transferată pe 18 octombrie 2021 la echipa maghiară Kisvárdai KC;
3) Transferată pe 19 decembrie 2021 la echipa CS Rapid București;
4) Transferată, în ianuarie 2022, de la echipa croată RK Podravka Koprivnica;
5) Contract reziliat pe 18 februarie 2022;
6) Transferată, în martie 2022, de la echipa belarusă HC Gomel;
7) Împrumutată în februarie 2022 la echipa CS Dacia Mioveni 2012;

### HC Dunărea Brăila
Antrenor principal:  Neven Hrupec (din 16 februarie 2022)
Antrenor principal:  Morten Soubak (până pe 15 februarie 2022)
Antrenor secund:  Eugen Jelesneac
Antrenor cu portarii:
| Nr. | Post                  | Nume                | Data nașterii (vârsta) | Înălțime | Selecții | Goluri | Echipă            |
| --- | --------------------- | ------------------- | ---------------------- | -------- | -------- | ------ | ----------------- |
| 1   | Portar                | Elena Șerban        | 15 octombrie 1994      | 1,78 m   |          |        | HC Dunărea Brăila |
| 2   | Extremă/Inter dreapta | Aneta Udriștioiu    | 22 iunie 1989          | 1,68 m   |          |        | HC Dunărea Brăila |
| 9   | Centru                | Ana Paula Rodrigues | 18 octombrie 1987      | 1,72 m   |          |        | HC Dunărea Brăila |
| 10  | Extremă dreapta       | Jéssica Quintino    | 17 aprilie 1991        | 1,72 m   |          |        | HC Dunărea Brăila |
| 13  | Pivot                 | Nicoleta Safta      | 17 noiembrie 1994      | 1,76 m   |          |        | HC Dunărea Brăila |
| 14  | Extremă dreapta       | Amalia Terciu       |                        |          |          |        | HC Dunărea Brăila |
| 15  | Extremă dreapta       | Mihaela Mihai2)     | 4 aprilie 2004         |          |          |        | HC Dunărea Brăila |
| 16  | Portar                | Ana Caraman         |                        |          |          |        | HC Dunărea Brăila |
| 17  | Inter stânga          | Diana Lăscăteu3)    | 11 septembrie 2001     | 1,85 m   |          |        | HC Dunărea Brăila |
| 19  | Inter stânga          | Maria Kanaval       | 19 martie 1997         | 1,85 m   |          |        | HC Dunărea Brăila |
| 20  | Extremă stânga        | Larissa Araújo      | 1 iunie 1992           | 1,67 m   |          |        | HC Dunărea Brăila |
| 21  | Pivot                 | Mirabela Coteț      | 22 februarie 2001      | 1,75 m   |          |        | HC Dunărea Brăila |
| 22  | Inter stânga          | Samara da Silva1)   | 7 octombrie 1991       | 1,83 m   |          |        | HC Dunărea Brăila |
| 24  | Inter dreapta         | Amanda Kurtović     | 25 iulie 1991          | 1,75 m   |          |        | HC Dunărea Brăila |
| 27  | Inter stânga          | Sabina Jacobsen     | 24 martie 1989         | 1,81 m   |          |        | HC Dunărea Brăila |
| 29  | Centru                | Francielle da Rocha | 10 iunie 1992          | 1,66 m   |          |        | HC Dunărea Brăila |
| 71  | Extremă stânga        | Jovana Sazdovska    | 27 iunie 1993          | 1,77 m   |          |        | HC Dunărea Brăila |
| 77  | Pivot                 | Tamires Araújo      | 16 mai 1994            | 1,84 m   |          |        | HC Dunărea Brăila |
| 84  | Portar                | Mayssa Pessoa       | 11 noiembrie 1984      | 1,80 m   |          |        | HC Dunărea Brăila |
| 98  | Extremă stânga        | Ștefania Epureanu   | 10 noiembrie 1998      | 1,70 m   |          |        | HC Dunărea Brăila |

1) Transferată pe 11 decembrie 2021 la CSM București;
2) Transferată, pe 3 februarie 2022, de la CSM București II;
3) Transferată, pe 3 februarie 2022, de la CS Activ Prahova Ploiești;

### CSM București
Antrenor principal:  Adrian Vasile
Antrenor secund:  Iulia Curea
Antrenor pentru portari:  Mehmedalija Mulabdić
| Nr. | Post            | Nume                    | Data nașterii (vârsta) | Înălțime | Selecții | Goluri | Echipă        |
| --- | --------------- | ----------------------- | ---------------------- | -------- | -------- | ------ | ------------- |
| 2   | Inter stânga    | Samara da Silva2)       | 7 octombrie 1991       | 1,83 m   |          |        | CSM București |
| 3   | Inter stânga    | Emilie Hegh Arntzen     | 1 ianuarie 1994        | 1,84 m   |          |        | CSM București |
| 6   | Extremă dreapta | Malin Aune              | 4 martie 1995          | 1,65 m   |          |        | CSM București |
| 7   | Inter dreapta   | Alicia Gogîrlă          | 17 ianuarie 2003       | 1,83 m   |          |        | CSM București |
| 8   | Inter stânga    | Cristina Neagu          | 26 august 1988         | 1,80 m   |          |        | CSM București |
| 9   | Centru          | Denisa Vâlcan           | 19 septembrie 2000     | 1,73 m   |          |        | CSM București |
| 12  | Portar          | Marie Davidsen          | 20 august 1993         | 1,78 m   |          |        | CSM București |
| 15  | Inter dreapta   | Andrea Klikovac         | 5 mai 1991             | 1,74 m   |          |        | CSM București |
| 17  | Centru          | Elizabeth Omoregie      | 29 decembrie 1996      | 1,78 m   |          |        | CSM București |
| 18  | Inter stânga    | Eduarda Amorim3)        | 23 septembrie 1986     | 1,86 m   |          |        | CSM București |
| 20  | Extremă dreapta | Carmen Martín           | 29 mai 1988            | 1,69 m   |          |        | CSM București |
| 21  | Extremă stânga  | Alexandra Dindiligan1)  | 16 februarie 1997      | 1,69 m   |          |        | CSM București |
| 22  | Pivot           | Yvette Broch            | 22 octombrie 1990      | 1,85 m   |          |        | CSM București |
| 23  | Extremă stânga  | Diana Fînaru            | 23 aprilie 2001        | 1,65 m   |          |        | CSM București |
| 24  | Extremă stânga  | Martine Smeets          | 5 mai 1990             | 1,72 m   |          |        | CSM București |
| 25  | Inter dreapta   | Barbara Lazović         | 4 ianuarie 1988        | 1,83 m   |          |        | CSM București |
| 28  | Extremă stânga  | Siraba Dembélé Pavlović | 28 iunie 1986          | 1,72 m   |          |        | CSM București |
| 33  | Portar          | Tess Wester             | 19 mai 1993            | 1,78 m   |          |        | CSM București |
| 49  | Pivot           | Andreea Ailincăi        | 15 decembrie 2003      | 1,85 m   |          |        | CSM București |
| 66  | Pivot           | Ema Ramusović           | 28 noiembrie 1996      | 1,87 m   |          |        | CSM București |
| 87  | Portar          | Jelena Grubišić         | 20 ianuarie 1987       | 1,84 m   |          |        | CSM București |

1) Transferată pe 14 septembrie 2021 de la HC Zalău;
2) Transferată pe 11 decembrie 2021 de la HC Dunărea Brăila;
3) Transferată, pe 30 martie 2022, de la echipa rusă Rostov-Don;

### CS Rapid București
Antrenor principal:  Carlos Viver
Antrenor secund:  David Ginesta
Antrenor secund:  Florin Ciupitu
Antrenor pentru portari:
| Nr. | Post            | Nume                   | Data nașterii (vârsta) | Înălțime | Selecții | Goluri | Echipă             |
| --- | --------------- | ---------------------- | ---------------------- | -------- | -------- | ------ | ------------------ |
| 6   | Pivot           | Florentina Dragomir    | 24 ianuarie 1996       | 1,70 m   |          |        | CS Rapid București |
| 7   | Centru          | Eliza Buceschi         | 1 august 1993          | 1,77 m   |          |        | CS Rapid București |
| 11  | Inter stânga    | Gabriela Perianu       | 20 iunie 1994          | 1,87 m   |          |        | CS Rapid București |
| 12  | Portar          | Diana Ciucă            | 1 iunie 2000           | 1,80 m   |          |        | CS Rapid București |
| 17  | Extremă dreapta | Marta López            | 4 februarie 1990       | 1,68 m   |          |        | CS Rapid București |
| 20  | Portar          | Sabina Cojocaru        |                        |          |          |        | CS Rapid București |
| 20  | Extremă stânga  | Dorina Korsós3)        | 3 septembrie 1995      | 1,69 m   |          |        | CS Rapid București |
| 22  | Pivot           | Oana Lefter            | 18 aprilie 1985        | 1,76 m   |          |        | CS Rapid București |
| 23  | Extremă stânga  | Marina Ilie            | 11 ianuarie 2001       | 1,70 m   |          |        | CS Rapid București |
| 24  | Pivot           | Daniela Rațiu2)        | 14 septembrie 1988     | 1,73 m   |          |        | CS Rapid București |
| 27  | Extremă stânga  | Andreea Chiricuță4)    | 27 februarie 1994      | 1,66 m   |          |        | CS Rapid București |
| 29  | Inter dreapta   | Laura Popa             | 29 iunie 1994          | 1,81 m   |          |        | CS Rapid București |
| 34  | Centru          | Alicia Fernández       | 21 decembrie 1992      | 1,72 m   |          |        | CS Rapid București |
| 35  | Inter dreapta   | Azenaide Carlos        | 14 iunie 1990          | 1,71 m   |          |        | CS Rapid București |
| 44  | Pivot           | Ainhoa Hernández       | 27 aprilie 1994        | 1,80 m   |          |        | CS Rapid București |
| 77  | Extremă dreapta | Alexandra Badea        | 22 mai 1998            | 1,75 m   |          |        | CS Rapid București |
| 94  | Inter stânga    | Claudia Constantinescu | 18 iunie 1994          | 1,78 m   |          |        | CS Rapid București |
| 97  | Portar          | Julie Foggea           | 28 august 1990         | 1,81 m   |          |        | CS Rapid București |
| 99  | Inter stânga    | Sorina Tîrcă1)         | 27 mai 1999            | 1,75 m   |          |        | CS Rapid București |

1) Împrumutată pe 28 iunie 2021 de la Corona Brașov;
2) Transferată pe 19 decembrie 2021 de la CS Gloria 2018 Bistrița Năsăud;
3) Transferată, pe 28 ianuarie 2022, de la echipa maghiară DVSC SCHAEFFLER;
4) Contract reziliat în februarie 2022;

### CS Universitar Știința București
Antrenor principal:  Sorin Bârză
Antrenor secund:  Paul Ghiorghiu
| Nr. | Post            | Nume                | Data nașterii (vârsta) | Înălțime | Selecții | Goluri | Echipă                           |
| --- | --------------- | ------------------- | ---------------------- | -------- | -------- | ------ | -------------------------------- |
| 1   | Portar          | Ioana Simion        | 22 noiembrie 1997      | 1,79 m   |          |        | CS Universitar Știința București |
| 5   | Centru          | Amalia Coman        |                        |          |          |        | CS Universitar Știința București |
| 6   | Extremă dreapta | Bianca Ionescu      | 29 aprilie 1999        | 1,69 m   |          |        | CS Universitar Știința București |
| 7   | Inter dreapta   | Andreea Gădăleanu   |                        |          |          |        | CS Universitar Știința București |
| 8   | Extremă dreapta | Ionela Leuștean     | 10 iulie 1999          | 1,73 m   |          |        | CS Universitar Știința București |
| 9   | Extremă dreapta | Camelia Mălăncuș    | 7 aprilie 2001         | 1,72 m   |          |        | CS Universitar Știința București |
| 10  | Pivot           | Elena Badea         |                        |          |          |        | CS Universitar Știința București |
| 15  | Centru          | Ana Maria Șerban    | 30 aprilie 1996        | 1,66 m   |          |        | CS Universitar Știința București |
| 16  | Portar          | Alexandra Prodan    | 11 iunie 1996          |          |          |        | CS Universitar Știința București |
| 20  | Inter dreapta   | Jasna Boljević      | 16 martie 1989         | 1,89 m   |          |        | CS Universitar Știința București |
| 21  | Inter stânga    | Magda Cazanga2)     | 28 mai 1991            | 1,77 m   |          |        | CS Universitar Știința București |
| 24  | Inter sânga     | Andreea Pîrvu       | 24 februarie 1999      | 1,87 m   |          |        | CS Universitar Știința București |
| 25  | Centru          | Andreea Tetean      | 25 februarie 1989      | 1,76 m   |          |        | CS Universitar Știința București |
| 27  | Extremă stânga  | Andreea Chiricuță1) | 27 februarie 1994      | 1,66 m   |          |        | CS Universitar Știința București |
| 28  | Portar          | Gabriela Dobre      | 2 februarie 1982       | 1,71 m   |          |        | CS Universitar Știința București |
| 29  | Centru          | Iulia Bîță          | 29 septembrie 1997     | 1,73 m   |          |        | CS Universitar Știința București |
| 55  | Pivot           | Itana Čavlović      | 27 august 1997         | 1,86 m   |          |        | CS Universitar Știința București |
| 66  | Extremă stânga  | Alina Dumitrache    | 21 noiembrie 1997      | 1,66 m   |          |        | CS Universitar Știința București |
| 79  | Inter stânga    | Adina Grigoraș      | 10 iunie 1995          | 1,83 m   |          |        | CS Universitar Știința București |
| 98  | Inter dreapta   | Andreea Tecar       | 21 martie 1998         | 1,80 m   |          |        | CS Universitar Știința București |

1) Din februarie 2022;
2) Contract reziliat în martie 2022;

### SCM Gloria Buzău
Antrenor principal:  Adrian Chiruț (din 28 ianuarie 2022)
Antrenor principal:  Aurelian Roșca (până pe 10 ianuarie 2022)
Antrenor secund:  Romeo Ilie
Antrenor pentru portari:  Alina Iordache
| Nr. | Post            | Nume                     | Data nașterii (vârsta) | Înălțime | Selecții | Goluri | Echipă           |
| --- | --------------- | ------------------------ | ---------------------- | -------- | -------- | ------ | ---------------- |
| 3   | Extremă dreapta | Ana Maria Simion         | 5 octombrie 1988       | 1,68 m   |          |        | SCM Gloria Buzău |
| 6   | Pivot           | Alexandra Subțirică      | 8 decembrie 1987       | 1,70 m   |          |        | SCM Gloria Buzău |
| 9   | Centru          | Andreea Rotaru3)         | 20 februarie 1994      | 1,75 m   |          |        | SCM Gloria Buzău |
| 10  | Inter stânga    | Diana Munteanu           | 1 mai 1987             | 1,89 m   |          |        | SCM Gloria Buzău |
| 15  | Extremă stânga  | Abigail Vălean           | 14 februarie 1994      | 1,71 m   |          |        | SCM Gloria Buzău |
| 16  | Portar          | Ljubica Nenezić          | 15 ianuarie 1997       | 1,79 m   |          |        | SCM Gloria Buzău |
| 17  | Centru          | Carmen Stoleru (căpitan) | 11 octombrie 1986      | 1,73 m   |          |        | SCM Gloria Buzău |
| 18  | Extremă stânga  | Claudia Condurache       | 23 ianuarie 2000       | 1,68 m   |          |        | SCM Gloria Buzău |
| 23  | Inter stânga    | Raluca Petruș2)          | 26 decembrie 1998      | 1,80 m   |          |        | SCM Gloria Buzău |
| 28  | Extremă stânga  | Alina Czeczi             | 15 octombrie 1989      | 1,66 m   |          |        | SCM Gloria Buzău |
| 30  | Centru          | Mădălina Zamfirescu      | 31 octombrie 1994      | 1,78 m   |          |        | SCM Gloria Buzău |
| 31  | Inter stânga    | Bianca Harabagiu         | 31 mai 1995            | 1,81 m   |          |        | SCM Gloria Buzău |
| 33  | Inter dreapta   | Natalia Vasilevskaia     | 23 februarie 1991      | 1,73 m   |          |        | SCM Gloria Buzău |
| 43  | Portar          | Marta Batinović          | 20 aprilie 1990        | 1,84 m   |          |        | SCM Gloria Buzău |
| 79  | Extremă dreapta | Andra Moroianu           | 15 septembrie 2000     | 1,72 m   |          |        | SCM Gloria Buzău |
| 83  | Pivot           | Marija Petrović          | 18 martie 1994         | 1,85 m   |          |        | SCM Gloria Buzău |
| 90  | Inter dreapta   | Ana Maria Savu3)         | 24 februarie 1990      | 1,86 m   |          |        | SCM Gloria Buzău |
| 96  | Inter dreapta   | Alina Ilie               | 13 mai 1996            | 1,77 m   |          |        | SCM Gloria Buzău |
| 98  | Pivot           | Ana Maria Samson1)       | 14 decembrie 2002      | 1,78 m   |          |        | SCM Gloria Buzău |
| 99  | Inter stânga    | Marija Šteriova          | 19 martie 1991         | 1,79 m   |          |        | SCM Gloria Buzău |

1) Împrumutată de la ACS Sepsi SIC Sfântu Gheorghe;
2) Transferată, pe 1 februarie 2022, la CS Minaur Baia Mare;
3) Maternitate;

### CS Măgura Cisnădie
Antrenor principal:  Alexandru Weber
Antrenor secund:  Bogdan Nițu
| Nr. | Post                  | Nume                | Data nașterii (vârsta) | Înălțime | Selecții | Goluri | Echipă             |
| --- | --------------------- | ------------------- | ---------------------- | -------- | -------- | ------ | ------------------ |
| 1   | Portar                | Andreea Ilie        | 2 februarie 2000       | 1,73 m   |          |        | CS Măgura Cisnădie |
| 2   | Centru                | Andreea Ianăși      | 2 decembrie 1992       | 1,70 m   |          |        | CS Măgura Cisnădie |
| 7   | Pivot                 | Raluca Băcăoanu     | 2 mai 1989             | 1,77 m   |          |        | CS Măgura Cisnădie |
| 9   | Inter stânga          | Réka Tamás          | 17 mai 1993            | 1,81 m   |          |        | CS Măgura Cisnădie |
| 10  | Inter stânga          | Iulia Gareaeva      | 24 mai 1996            | 1,80 m   |          |        | CS Măgura Cisnădie |
| 14  | Centru/Pivot          | Dana Abed-Kader     | 21 iunie 1996          | 1,74 m   |          |        | CS Măgura Cisnădie |
| 17  | Centru                | Valentina Blažević  | 14 februarie 1994      | 1,70 m   |          |        | CS Măgura Cisnădie |
| 18  | Inter dreapta         | Elena Gjeorgjievska | 27 martie 1990         | 1,79 m   |          |        | CS Măgura Cisnădie |
| 19  | Extremă stânga        | Bianca Marin        | 30 octombrie 1999      | 1,68 m   |          |        | CS Măgura Cisnădie |
| 20  | Extremă dreapta       | Daniela Necula      | 22 septembrie 2000     |          |          |        | CS Măgura Cisnădie |
| 21  | Extremă stânga        | Dijana Radojević    | 2 aprilie 1990         | 1,70 m   |          |        | CS Măgura Cisnădie |
| 23  | Pivot                 | Timea Tătar         | 28 iulie 1989          | 1,71 m   |          |        | CS Măgura Cisnădie |
| 27  | Extremă dreapta       | Marilena Neagu      | 27 octombrie 1989      | 1,70 m   |          |        | CS Măgura Cisnădie |
| 44  | Portar                | Kira Trusova        | 28 iunie 1994          | 1,82 m   |          |        | CS Măgura Cisnădie |
| 77  | Centru/Extremă stânga | Valentina Panici    | 1 ianuarie 1988        | 1,65 m   |          |        | CS Măgura Cisnădie |
| 87  | Portar                | Renata de Arruda    | 18 februarie 1999      | 1,78 m   |          |        | CS Măgura Cisnădie |
| 99  | Inter dreapta         | Marina Dmitrović    | 23 martie 1985         | 1,82 m   |          |        | CS Măgura Cisnădie |

### SCM Craiova
Antrenor principal:  Bogdan Burcea
Antrenor secund:  Costin Dumitrescu
Antrenor secund:  Grigore Albici
| Nr. | Post                | Nume                      | Data nașterii (vârsta) | Înălțime | Selecții | Goluri | Echipă      |
| --- | ------------------- | ------------------------- | ---------------------- | -------- | -------- | ------ | ----------- |
| 1   | Portar              | Ekaterina Djukeva         | 8 mai 1988             | 1,85 m   |          |        | SCM Craiova |
| 3   | Extremă dreapta     | Adina Cace                | 29 iulie 2000          | 1,69 m   |          |        | SCM Craiova |
| 5   | Centru              | Alina Grigorie            |                        |          |          |        | SCM Craiova |
| 6   | Extremă stânga      | Carmen Șelaru             | 24 septembrie 1991     | 1,70 m   |          |        | SCM Craiova |
| 7   | Extremă dreapta     | Hege Løken                | 31 august 1993         | 1,68 m   |          |        | SCM Craiova |
| 8   | Inter stânga        | Valentina Ion             | 4 mai 2002             | 1,75 m   |          |        | SCM Craiova |
| 10  | Inter stânga/Centru | Andreea Adespii1)         | 9 mai 1990             | 1,78 m   |          |        | SCM Craiova |
| 11  | Centru              | Ana Maria Țicu            | 23 februarie 1992      | 1,68 m   |          |        | SCM Craiova |
| 12  | Portar              | Bianca Curmenț            | 12 iunie 1997          | 1,81 m   |          |        | SCM Craiova |
| 15  | Inter dreapta       | Francesca Gogoșeanu       | 21 aprilie 2003        |          |          |        | SCM Craiova |
| 16  | Portar              | Andreea Chetraru          | 5 decembrie 2000       | 1,75 m   |          |        | SCM Craiova |
| 19  | Extremă stânga      | Alexandra Colac           | 19 ianuarie 1998       | 1,69 m   |          |        | SCM Craiova |
| 20  | Extremă dreapta     | Cristiana Nica            | 28 octombrie 1987      | 1,65 m   |          |        | SCM Craiova |
| 22  | Extremă stânga      | Oana Cîrstea              | 5 februarie 1989       | 1,72 m   |          |        | SCM Craiova |
| 26  | Inter stânga        | Nicoleta Tudorică         | 26 noiembrie 1988      | 1,83 m   |          |        | SCM Craiova |
| 29  | Inter dreapta       | Adriana Crăciun           | 29 ianuarie 1989       | 1,80 m   |          |        | SCM Craiova |
| 35  | Pivot               | Ștefania Jipa             | 1 martie 2001          | 1,74 m   |          |        | SCM Craiova |
| 39  | Inter stânga        | Melanie Bak               | 30 ianuarie 1994       | 1,72 m   |          |        | SCM Craiova |
| 78  | Pivot               | Ana Maria Mincu           | 14 decembrie 2001      |          |          |        | SCM Craiova |
| 89  | Inter stânga        | Cristina Zamfir (căpitan) | 29 septembrie 1989     | 1,83 m   |          |        | SCM Craiova |
| 91  | Inter stânga        | Alexandra Andrei          | 17 aprilie 1991        | 1,73 m   |          |        | SCM Craiova |

1) Retrasă din activitate în decembrie 2021;

### CSM Deva
Antrenor principal:  Gheorghe Covaciu (din octombrie 2021)
Antrenor principal:  Cosmin Hendrea (până în octombrie 2021)
Antrenor secund:  Alina Matei
Antrenor pentru portari:
| Nr. | Post            | Nume                | Data nașterii (vârsta) | Înălțime | Selecții | Goluri | Echipă   |
| --- | --------------- | ------------------- | ---------------------- | -------- | -------- | ------ | -------- |
| 3   | Extremă stânga  | Bianca Cherecheși   |                        |          |          |        | CSM Deva |
| 4   | Extremă dreapta | Mădălina Predoi3)   | 4 ianuarie 1992        | 1,70 m   |          |        | CSM Deva |
| 5   | Inter stânga    | Larisa Tămaș        | 16 mai 1994            | 1,76 m   |          |        | CSM Deva |
| 6   | Centru          | Alexandra Gavrilă4) | 16 iunie 1995          | 1,71 m   |          |        | CSM Deva |
| 7   | Inter dreapta   | Mălina Petrescu     | 15 iulie 2002          | 1,76 m   |          |        | CSM Deva |
| 8   | Pivot           | Irina Croitoru      |                        |          |          |        | CSM Deva |
| 9   | Inter stânga    | Andreea Pătuleanu   | 9 iulie 1992           | 1,78 m   |          |        | CSM Deva |
| 10  | Inter stânga    | Cristina Malac      | 25 februarie 1991      | 1,77 m   |          |        | CSM Deva |
| 11  | Pivot           | Diana Șamanț        | 31 august 2001         | 1,67 m   |          |        | CSM Deva |
| 12  | Portar          | Iulia Hrațkevici    | 11 martie 1994         | 1,83 m   |          |        | CSM Deva |
| 14  | Inter stânga    | Ada Moldovan        | 15 noiembrie 1983      | 1,75 m   |          |        | CSM Deva |
| 14  | Centru          | Elena Livrinikj2)   | 16 noiembrie 1992      | 1,81 m   |          |        | CSM Deva |
| 16  | Portar          | Letiția Dumitru     |                        |          |          |        | CSM Deva |
| 19  | Inter stânga    | Anca Onicaș         | 21 mai 1996            | 1,87 m   |          |        | CSM Deva |
| 22  | Portar          | Olivia Nanu         | 11 august 1987         | 1,84 m   |          |        | CSM Deva |
| 28  | Extremă stânga  | Ana Maria Gîjulete  |                        |          |          |        | CSM Deva |
| 77  | Pivot           | Sanja Dabevska1)    | 4 martie 1996          | 1,85 m   |          |        | CSM Deva |
| 83  | Centru          | Alina Matei         | 20 februarie 1983      | 1,70 m   |          |        | CSM Deva |
| 88  | Inter dreapta   | Dalia Cîmpean       |                        |          |          |        | CSM Deva |
| 92  | Pivot           | Ana Ciolan          | 29 septembrie 1992     | 1,79 m   |          |        | CSM Deva |
| 94  | Portar          | Ana Maria Inculeț   | 21 octombrie 1994      | 1,82 m   |          |        | CSM Deva |
| 98  | Portar          | Andreea Nastasă     | 29 ianuarie 1998       | 1,70 m   |          |        | CSM Deva |
| 99  | Extremă         | Sara Racho          |                        |          |          |        | CSM Deva |

1) Transferată, pe 20 septembrie 2021, de la echipa maghiară Dunaújvárosi Kohász KA;
2) Transferată, în ianuarie 2022, de la CSM Slatina;
3) Transferată, pe 31 ianuarie 2022, la CS Dacia Mioveni 2012;
4) Transferată, pe 28 ianuarie 2022, la CSM Târgu Jiu;

### CS Dacia Mioveni 2012
Antrenor principal:  Goran Kurteš (din 28 septembrie 2021)
Antrenor principal:  Gheorghe Covaciu (până în septembrie 2021)
Antrenor secund:  Alin Oprescu (din 31 martie 2022)
Antrenor secund:  Daniel Gheorghe (până în martie 2022)
Antrenor pentru portari:   Mihaela Ciobanu (până în decembrie 2021)
| Nr. | Post            | Nume                 | Data nașterii (vârsta) | Înălțime | Selecții | Goluri | Echipă                |
| --- | --------------- | -------------------- | ---------------------- | -------- | -------- | ------ | --------------------- |
| 2   | Inter dreapta   | Daria Porohniuc      | 17 august 2001         |          |          |        | CS Dacia Mioveni 2012 |
| 3   | Inter stânga    | Geanina Nițu         | 13 martie 1999         | 1,76 m   |          |        | CS Dacia Mioveni 2012 |
| 4   | Extremă dreapta | Madălina Predoi3)    | 4 ianuarie 1992        | 1,70 m   |          |        | CS Dacia Mioveni 2012 |
| 5   | Centru          | Judith Vizuete       | 20 iulie 1995          | 1,71 m   |          |        | CS Dacia Mioveni 2012 |
| 8   | Inter stânga    | Alexandra Georgescu  | 31 mai 1995            | 1,77 m   |          |        | CS Dacia Mioveni 2012 |
| 9   | Inter stânga    | Irina Ivan           | 6 martie 1992          | 1,85 m   |          |        | CS Dacia Mioveni 2012 |
| 13  | Centru          | Roxana Beșleagă5)    | 27 septembrie 2000     | 1,68 m   |          |        | CS Dacia Mioveni 2012 |
| 18  | Inter dreapta   | Andreea Ivan         | 18 februarie 1991      |          |          |        | CS Dacia Mioveni 2012 |
| 19  | Extremă stânga  | Norica Pîrvulescu2)  | 19 februarie 1998      |          |          |        | CS Dacia Mioveni 2012 |
| 20  | Centru          | Alexandra Banciu4)   | 20 martie 1998         | 1,81 m   |          |        | CS Dacia Mioveni 2012 |
| 21  | Portar          | Mădălina Ion         | 23 februarie 1996      | 1,79 m   |          |        | CS Dacia Mioveni 2012 |
| 25  | Pivot           | Cynthia Tomescu      | 30 iulie 1991          | 1,80 m   |          |        | CS Dacia Mioveni 2012 |
| 28  | Pivot           | Roxana Cîrjan        | 28 septembrie 1994     | 1,73 m   |          |        | CS Dacia Mioveni 2012 |
| 31  | Inter stânga    | Sylwia Lisewska      | 31 mai 1986            | 1,84 m   |          |        | CS Dacia Mioveni 2012 |
| 55  | Portar          | Tamara Popović2)     | 5 mai 1993             | 1,78 m   |          |        | CS Dacia Mioveni 2012 |
| 67  | Inter dreapta   | Ștefania Lazăr       | 15 aprilie 1989        | 1,77 m   |          |        | CS Dacia Mioveni 2012 |
| 88  | Inter dreapta   | Patricia Vizitiu1)2) | 15 octombrie 1988      | 1,75 m   |          |        | CS Dacia Mioveni 2012 |
| 91  | Portar          | Andreea Polocoșer    | 15 iunie 1991          | 1,82 m   |          |        | CS Dacia Mioveni 2012 |
| 92  | Extremă stânga  | Mădălina Toma4)      | 22 mai 1992            |          |          |        | CS Dacia Mioveni 2012 |
| 94  | Extremă dreapta | Cristina Boian       | 28 aprilie 1994        | 1,64 m   |          |        | CS Dacia Mioveni 2012 |
| 99  | Extremă stânga  | Raluca Nicolae       | 28 ianuarie 1999       |          |          |        | CS Dacia Mioveni 2012 |

1) Din 23 septembrie 2021;
2) Contracte reziliate în decembrie 2021;
3) Transferată, pe 31 ianuarie 2022, de la echipa CSM Deva;
4) Maternitate;
5) Împrumutată, în februarie 2022, de la echipa CS Gloria 2018 Bistrița-Năsăud;

### SCM Râmnicu Vâlcea
Antrenor principal:  Bent Dahl (din 20 septembrie 2021)
Antrenor principal:  Goran Kurteš (până pe 20 septembrie 2021)
Antrenor secund:  Maria Rădoi
Antrenor pentru portari:  Ildiko Barbu
| Nr. | Post                | Nume                  | Data nașterii (vârsta) | Înălțime | Selecții | Goluri | Echipă             |
| --- | ------------------- | --------------------- | ---------------------- | -------- | -------- | ------ | ------------------ |
| 1   | Portar              | Daciana Hosu          | 16 ianuarie 1998       | 1,82 m   |          |        | SCM Râmnicu Vâlcea |
| 6   | Pivot               | Asma Elghaoui         | 29 august 1991         | 1,70 m   |          |        | SCM Râmnicu Vâlcea |
| 7   | Extremă dreapta     | Evghenia Levcenko     | 9 noiembrie 1994       | 1,70 m   |          |        | SCM Râmnicu Vâlcea |
| 8   | Pivot               | Bobana Klikovac       | 27 iunie 1995          | 1,81 m   |          |        | SCM Râmnicu Vâlcea |
| 9   | Inter dreapta       | Olga Gorșenina        | 9 noiembrie 1990       | 1,80 m   |          |        | SCM Râmnicu Vâlcea |
| 13  | Inter stânga        | Evgenija Minevskaja1) | 31 octombrie 1992      | 1,82 m   |          |        | SCM Râmnicu Vâlcea |
| 14  | Extremă dreapta     | Željka Nikolić        | 12 iulie 1991          | 1,64 m   |          |        | SCM Râmnicu Vâlcea |
| 18  | Inter dreapta       | Daria Bucur           | 11 iulie 1999          | 1,81 m   |          |        | SCM Râmnicu Vâlcea |
| 22  | Extremă stânga      | Cristina Florica      | 11 mai 1992            | 1,62 m   |          |        | SCM Râmnicu Vâlcea |
| 23  | Centru/Inter stânga | Irina Glibko          | 18 februarie 1990      | 1,70 m   |          |        | SCM Râmnicu Vâlcea |
| 24  | Centru              | Elena Dache           | 24 martie 1997         | 1,74 m   |          |        | SCM Râmnicu Vâlcea |
| 26  | Portar              | Isabell Roch          | 26 iulie 1990          | 1,74 m   |          |        | SCM Râmnicu Vâlcea |
| 30  | Pivot               | Daniela Marin         | 11 aprilie 2000        | 1,79 m   |          |        | SCM Râmnicu Vâlcea |
| 71  | Centru              | Kristina Liščević     | 20 octombrie 1989      | 1,73 m   |          |        | SCM Râmnicu Vâlcea |
| 77  | Portar              | Sara Rus              | 29 septembrie 2002     | 1,89 m   |          |        | SCM Râmnicu Vâlcea |
| 88  | Extremă stânga      | Roberta Stamin        | 25 februarie 2001      | 1,75 m   |          |        | SCM Râmnicu Vâlcea |
| 89  | Extremă stânga      | Corina Lupei          | 12 iulie 2002          | 1,75 m   |          |        | SCM Râmnicu Vâlcea |
| 99  | Inter dreapta       | Mireya González       | 18 iulie 1991          | 1,78 m   |          |        | SCM Râmnicu Vâlcea |

1) Contract reziliat pe 15 septembrie 2021;

### CSM Slatina
Antrenor principal:  Victorina Bora
Antrenor secund:  Iulian Perpelea
| Nr. | Post            | Nume                 | Data nașterii (vârsta) | Înălțime | Selecții | Goluri | Echipă      |
| --- | --------------- | -------------------- | ---------------------- | -------- | -------- | ------ | ----------- |
| 1   | Portar          | Viktoria Timoșenkova | 4 noiembrie 1983       | 1,83 m   |          |        | CSM Slatina |
| 3   | Centru          | Adina Cîrligeanu     | 11 martie 1991         | 1,80 m   |          |        | CSM Slatina |
| 5   | Inter stânga    | Ștefania Gheorghe    |                        |          |          |        | CSM Slatina |
| 6   | Centru          | Geanina Drăghici     | 8 februarie 1989       | 1,70 m   |          |        | CSM Slatina |
| 9   | Pivot           | Elena Fulgoi         | 1 octombrie 1999       |          |          |        | CSM Slatina |
| 10  | Inter stânga    | Sonia Vasiliu        | 11 ianuarie 1996       | 1,82 m   |          |        | CSM Slatina |
| 13  | Extremă stânga  | Cristina Crețu       | 13 ianuarie 1998       | 1,75 m   |          |        | CSM Slatina |
| 15  | Extremă stânga  | Hermina Olaru        | 17 decembrie 1996      | 1,68 m   |          |        | CSM Slatina |
| 16  | Portar          | Elena Nagy           | 21 ianuarie 1998       |          |          |        | CSM Slatina |
| 17  | Centru          | Rebeca Necula        | 17 mai 2003            |          |          |        | CSM Slatina |
| 20  | Extremă dreapta | Oana Chitacu         | 12 august 1986         | 1,68 m   |          |        | CSM Slatina |
| 22  | Centru          | Luciana Popescu      | 13 octombrie 1988      | 1,76 m   |          |        | CSM Slatina |
| 27  | Pivot           | Lorena Ostase        | 25 iulie 1997          | 1,79 m   |          |        | CSM Slatina |
| 34  | Extremă dreapta | Andreea Coman        | 29 septembrie 2003     | 1,70 m   |          |        | CSM Slatina |
| 55  | Centru          | Elena Livrinikj1)    | 16 noiembrie 1992      | 1,81 m   |          |        | CSM Slatina |
| 85  | Portar          | Mirela Pașca         | 26 septembrie 1985     | 1,78 m   |          |        | CSM Slatina |
| 98  | Inter stânga    | Mara Matea           |                        |          |          |        | CSM Slatina |

1) Transferată, în ianuarie 2022, la CSM Deva;

### HC Zalău
Antrenor principal:  Gheorghe Tadici
Antrenor secund:  Elena Tadici
| Nr. | Post                | Nume                   | Data nașterii (vârsta) | Înălțime | Selecții | Goluri | Echipă   |
| --- | ------------------- | ---------------------- | ---------------------- | -------- | -------- | ------ | -------- |
| 1   | Portar              | Raluca Kelemen         | 24 februarie 1998      | 1,80 m   |          |        | HC Zalău |
| 3   | Centru              | Loredana Vartic        | 12 iunie 1996          | 1,75 m   |          |        | HC Zalău |
| 4   | Extremă dreapta     | Cristina Mitrache      | 2 februarie 1997       | 1,75 m   |          |        | HC Zalău |
| 5   | Inter stânga        | Emilija Lazić          | 4 august 2000          |          |          |        | HC Zalău |
| 6   | Inter dreapta       | Bianca Berbece         | 26 octombrie 1999      | 1,83 m   |          |        | HC Zalău |
| 8   | Extremă stânga      | Alexandra Dindiligan1) | 16 februarie 1997      | 1,69 m   |          |        | HC Zalău |
| 9   | Inter dreapta       | Andreea Mărginean      | 17 ianuarie 1990       | 1,85 m   |          |        | HC Zalău |
| 10  | Extremă dreapta     | Alexandra Vrabie       | 11 iunie 2000          | 1,72 m   |          |        | HC Zalău |
| 11  | Centru              | Andreea Bujor          |                        | 1,86 m   |          |        | HC Zalău |
| 12  | Portar              | Paula Teodorescu       | 26 martie 1984         | 1,76 m   |          |        | HC Zalău |
| 14  | Pivot               | Mouna Jlezi            | 22 iunie 1991          | 1,73 m   |          |        | HC Zalău |
| 15  | Extremă stânga      | Andreea Mihart         | 11 noiembrie 1999      | 1,72 m   |          |        | HC Zalău |
| 16  | Portar              | Alexandra Popescu      |                        |          |          |        | HC Zalău |
| 18  | Centru              | Krisztina Tóth         | 27 martie 2002         | 1,70 m   |          |        | HC Zalău |
| 19  | Inter stânga        | Aleksandra Prikop      | 25 ianuarie 1999       | 1,83 m   |          |        | HC Zalău |
| 20  | Centru/Inter stânga | Ioana Bălăceanu        | 13 februarie 2001      | 1,74 m   |          |        | HC Zalău |
| 22  | Inter stânga        | Sabrina Lazea          | 1 noiembrie 1997       | 1,80 m   |          |        | HC Zalău |
| 23  | Pivot               | Teodora Popescu        | 7 noiembrie 1998       | 1,75 m   |          |        | HC Zalău |

1) Transferată pe 14 septembrie 2021 la CSM București;